# Hindborg Herred
Hindborg Herred var det mindste herred i det gamle Viborg Amt. Det hed i Kong Valdemars Jordebog Hærnburghæreth (1407: Høneborgh) og hørte i middelalderen til Sallingsyssel; Senere kom det under Skivehus Len, og fra 1660 Skivehus Amt. Herredets gamle tingsted menes at have ligget syd for Oddense Kirke.
Hindborg Herred er det sydøstligste på halvøen Salling, og grænser mod nordøst til Nørre Herred og Harre Herred, mod vest til Rødding Herred, mod syd til Fjends Herred og Ringkjøbing Amt (Ginding Herred); mod
øst støder det til Skive Fjord. 
Hele herredet indgår fra 2007 som en del af Skive Kommune. I herredet ligger følgende sogne angivet med deres kommunale tilknytning fra 1970-2006:
- Brøndum Sogn – (Spøttrup Kommune (1970-2006))
- Dølby Sogn – (Skive Kommune (1970-2006))
- Egeris Sogn – (Skive Kommune (1970-2006))
- Hem Sogn – (Skive Kommune (1970-2006))
- Hindborg Sogn – (Skive Kommune (1970-2006))
- Hvidbjerg Sogn – (Spøttrup Kommune (1970-2006))
- Oddense Sogn – (Spøttrup Kommune (1970-2006))
- Otting Sogn – (Spøttrup Kommune (1970-2006))
- Resen Sogn – (Skive Kommune (1970-2006))
- Skive Sogn – (Skive Kommune (1970-2006))
- Skive Landsogn – (Skive Kommune (1970-2006))
- Volling Sogn – (Spøttrup Kommune (1970-2006))

## Eksterne kilder og henvisninger
- Hindborg Herred i J.P. Trap: Kongeriget Danmark, udarbejdet af H. Weitemeyer (3. udgave, 4. bind 1901)

56°34′53.12″N 8°58′42.87″Ø / 56.5814222°N 8.9785750°Ø